# Stewarts
Stewarts è un insediamento abbandonato nella contea di Inyo in California. Si trova vicino all'insediamento di Deep Springs.